# Тім Скотт
Тімоті Юджин «Тім» Скотт (англ. Timothy Eugene «Tim» Scott; нар. 19 вересня 1965, Чарльстон, Південна Кароліна) — американський політик з Республіканської партії. Сенатор США з 2 січня 2013 від Південної Кароліни.
Скотт навчався в пресвітеріанському коледжі і Південному університеті Чарльстону. Згодом він працював підприємцем.
Був обраний до Палати представників США на виборах 2010 року за підтримки Руху Чаювання.